# قضاوت اکثریت
قضاوت اکثریت (به انگلیسی: Majority Judgment) نوعی نظام انتخاباتی است که توسط مایکل بالینسکی و ریدا لاراکی در ۲۰۰۷ پیشنهاد شد. در روش قضاوت اکثریت، رأی‌دهندگان به هر نامزد یک درجه اختصاص می‌دهند. سپس میانهٔ درجه‌ها برای هر نامزد پیدا می‌شود و نامزدی که بالاترین میانه را گرفته است، برنده اعلام می‌شود. در صورت بروز تساوی بین دو یا چند نامزد — با فرض اینکه میانهٔ درجات همهٔ آن‌ها مثلاً α باشد — یک برگهٔ رأی با درجهٔ α از هر نامزد کسر شده و دوباره میانهٔ درجات محاسبه می‌شود. اگر میانهٔ جدید درجات یکی از این نامزدها بالاتر از بقیه باشد، برنده خواهد بود وگرنه این مراحل آنقدر تکرار می‌شود تا سرانجام برنده مشخص شود. در نهایت اگر برنده پیدا نشد، قرعه‌کشی می‌شود.

## معیارهای انتخاباتی
با فرض اینکه رأی‌دهنده‌ای اگر نامزد x را بر y ترجیح می‌دهد، درجهٔ بالاتری هم به x اختصاص خواهد داد، روش قضاوت اکثریت معیار کندورسه را نقض خواهد کرد. بر سر این موضوع همچنان بحث است.
این روش معیار یکنوایی را نیز نقض می‌کند.